# Canton de Saint-Étienne-Nord-Ouest-2
Le canton de Saint-Étienne-Nord-Ouest-2 est une ancienne division administrative française située dans le département de la Loire et la région Rhône-Alpes.

## Histoire
Canton créé en 1973.

## Représentation
| Période | Période | Identité        | Étiquette | Qualité |
| ------- | ------- | --------------- | --------- | --- |
| 1973    | 1976    | Louis Richard   | DVD       | Maire de Saint-Genest-Lerpt Ancien conseiller général du Canton de Saint-Étienne-Nord-Ouest-1                                        |
| 1976    | 1982    | Jean Hugon      | PS        | Employé à la Société de secours minière de la Loire Maire de Roche-la-Molière (1989-2003)                                            |
| 1982    | 1988    | Gérard Sève     | UDF       | Entrepreneur à Saint-Étienne |
| 1988    | 2004    | Jean Hugon      | PS        | Retraité de la Société de secours minière de la Loire Maire de Roche-la-Molière Suppléant du député Gérard Lindeperg (1997-2002)     |
| 2004    | 2015    | Arlette Bernard | PS        | Chargée de coopération internationale à l'Université Jean-Monnet Adjointe au Maire de Saint-Genest-Lerpt Suppléante de Régis Juanico |

## Composition
Le canton de Saint-Étienne-Nord-Ouest-2 se composait d’une fraction de la commune de Saint-Étienne et de deux autres communes. Il comptait 30 526 habitants (population municipale) au 1er janvier 2012.
| Nom                       | Code Insee | Intercommunalité        | Population (dernière pop. légale)                |
| ------------------------- | ---------- | ----------------------- | ------------------------------------------------ |
| Saint-Étienne (chef-lieu) | 42218      | Saint-Étienne Métropole | Fraction : 14 417(2012) Commune : 170 761 (2014) |
| Roche-la-Molière          | 42189      | Saint-Étienne Métropole | 9 925 (2014)                                     |
| Saint-Genest-Lerpt        | 42223      | Saint-Étienne Métropole | 6 119 (2014)                                     |

## Démographie
| 1962 | 1968 | 1975 | 1982 | 1990 | 1999 | 2009 |
| ---- | ---- | ---- | ---- | ---- | ---- | ---- |
| -    | -    | -    | -    | -    | -    | -    |